# Minen
Minen (Nederlands: Mijn) is zowel een interactieve darkride als dark water ride in het Deense attractiepark Tivoli Gardens.
De darkride bevindt zich in een nagemaakt berglandschap. Dit berglandschap deelt de darkride samen met de attractie Rutschebanen die rond en door de berg heen rijdt. In de berg bevindt zich een mijn waar de boten via een kanaal doorheen varen. Dit kanaal voert door grote ruimtes tot smalle donkere tunnels. Langs het 200 meter lange kanaal zijn onder andere decoratie en animatronics van mollen opgesteld die dienst doen als mijnwerkers. Ook enkele mystieke wezens zijn in de darkride te vinden. 
Langs het gehele traject hangen meerdere lampen opgesteld in de vorm van diamanten. De bezoekers dienen hierop te schieten met laserpistolen die zich in de boot bevinden. Indien een bezoeker raak schiet levert dat punten op. De eindscore is per bezoeker bij de uitgang terug te vinden, samen met de gemaakte onride foto halverwege de rit.